# Petrel (rakieta)

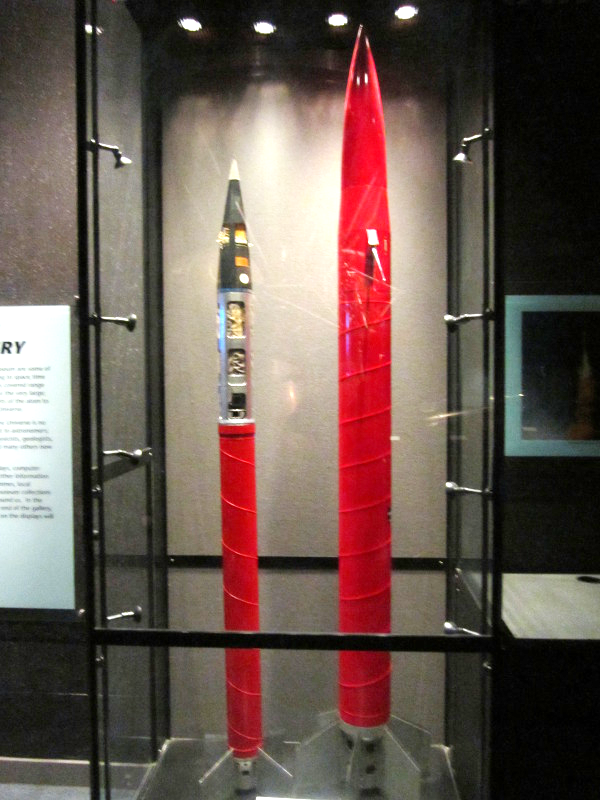
Rakiety Petrel (z prawej) i Skua na wystawie w muzeum

Petrel – rakieta sondażowa zbudowana w Wielkiej Brytanii i używana do sondażu jonosfery. Próbny start w lutym 1968 roku.
Kadłub wersji '200' był długi na 449 cm, o średnicy 190 mm i masie ok. 214 kg. Rakieta osiągała pułap ponad 220 km.